# Кисэру
Кисэру́   (яп. 煙管 кисэру) — японская традиционная курительная трубка для курения мелко нарезанного табака. Обычно чаша и мундштук металлические и соединены между собой полой деревянной трубкой (бамбуком). Чаша небольшая, диаметром около 10-12 мм и глубиной примерно 7-9 мм. Длина кисэру может достигать 50 см. Курится кисэру около 5 минут.
Классические японские кисэру состоят из небольшой металлической чаши, в которой горит табак, длинного «тела», изготовленного из полой трубки (чаще всего бамбуковой), и мундштука. Необходимыми атрибутами также являются кисет для табака и чехол-футляр для хранения и переноски кисэру.
Кисэру курят как мужчины, так и женщины, причем женские трубки обычно длиннее мужских — около 50 см.
Табак для курения в кисэру, изготовленный в Японии, называется кидзами. Нарезка этого табака очень тонкая, примерно с человеческий волос.
Кисэру зачастую используется для демонстрации статуса курильщика. Для этого её изготовляют из драгоценных металлов и украшают драгоценными камнями. Отдельным искусством является изготовление чехлов и футляров для кисэру. К чехлам обычно крепится кожаный кисет для табака, часто также богато украшенный.
Способ курения кисэру отличается от способа курения обычной курительной трубки. Кисэру набивается мизерными порциями табака, скрученными в шарик размером с горошину. Каждой порции хватает на 3-7 минут курения. Кисэру курят чаще, чем обычную курительную трубку.
В Японии производится небольшое количество кидзами — табака для кисэру. Всего несколько разновидностей. Поэтому для курения в кисэру используют также сигаретный табак для самокруток. Кроме того, в современном мире кисэру используют как мундштук для сигарет или сигарилл.
Курение кисэру превращено японцами в искусство. Каждая часть кисэру имеет собственное название, и даже способы держания кисэру в руках имеют свои названия и особый смысл. На сегодняшний день культура курения кисэру распространяется в мире среди поклонников японской культуры и сибаритов разного толка.